# Hugh McQueen
Hugh McQueen (1 tháng 10 năm 1867 - 8 tháng 4 năm 1944) là một cầu thủ bóng đá người Scotland, chơi trong vai trò một cầu thủ chạy cánh cho một số câu lạc bộ trong những năm 1890 và 1900.
Sinh ra ở Harthill, Lanarkshire, Scotland, Hugh McQueen đã chơi cho Leith Athletic trước khi ký hợp đồng với Liverpool khi John McKenna mời vào tháng 10 năm 1892 cùng với anh trai của mình Matt. Có biệt tài là một trong những cầu thủ đầu tiên đại diện cho Lữ đoàn Đỏ, anh ấy đã ra mắt trong trận đấu thuộc giải Lancashire League với Hyde Park United, khi Liverpool thắng 8-0, anh ấy tiếp tục giúp đỡ câu lạc bộ Anfield được thăng hạng lên Giải bóng đá hạng hai ở lần đầu tiên.
Anh ấy cũng được chọn để chơi trong trận đấu thuộc giải đấu chính thức đầu tiên của Liverpool khi đội anh thắng 2-0  trước Middlesbrough Ironopolis. Anh chỉ bỏ lỡ một trận khi Liverpool đã bất bại cả mùa (28 trận), sau đó họ tiếp tục đánh bại Newton Heath, sau đó trở thành cầu thủ cho Manchester United, trong trận đấu play-off thăng hạng. Thời gian ở lại của Liverpool ngắn ngủi, bị rớt thẳng xuống hạng thứ hai vào cuối mùa giải đầu tiên của họ ở Giải Hạng nhất.
McQueen chuyển đến Derby County vào tháng 7 năm 1895 và chơi cho họ trong Chung kết FA Cup 1898. Anh ấy cũng đại diện cho QPR, Gainsborough Trinity, Fulham, Norwich City, Hibernian và Kilmarnock trong sự nghiệp.

## Thành tích
- Liverpool F.C. (1892-1895): 63 trận, 17 bàn - Quán quân Lancashire League 1893, Hạng nhất Football League Division Two 1894